# Rafael Mea Vitali
Rafael Loreto Mea Vitali (Caracas, 17 de fevereiro de 1975) é um futebolista venezuelano.

## Carreira
Iniciou a carreira em 1993, com apenas 18 anos, no Caracas, clube onde possui maior identificação, tendo outras duas passagens (entre 2000-02 e 2003-04).
Jogou também por New Jersey Stallions, Mannheim, Siegen, Maracaibo, Estrella Roja e Mineros de Guayana. Atualmente, defende o modesto Aragua.

## Seleção
Pela Seleção Venezuelana de Futebol, atuou entre 2001 e 2002. Participou de apenas uma edição da Copa América, em 2001.